# La Méthode Barnol
Pour plus de détails, voir Fiche technique et Distribution.
La Méthode Barnol est un court métrage français de Jean-Pierre Mocky réalisé en 1991. Il fut diffusé sur les chaînes du satellite 13ème rue et Canal Jimmy pour Myster Mocky présente. 

## Synopsis
Sostène habite un vaste et luxueux pavillon où il héberge sa fille Marie et son gendre Jean auxquels il rend la vie impossible. M. Hubert, représentant de la Fondation Barnol, propose à Jean de résoudre son problème.

## Fiche technique
- Réalisation : Jean-Pierre Mocky
- Scénario : Jacques Bacelon et Jean-Pierre Mocky d'après le roman de Stanley Ellin
- Musique : Vladimir Cosma
- Genre : court métrage
- Pays :  France
- Durée : 26 minutes
- Date : 1re diffusion TV le 17 juillet 2007.

## Distribution
- Jean Poiret : M. Hubert
- Roland Blanche : Jean
- Louise Boisvert : Marie
- Hubert Deschamps : Sostène
- Jean-Paul Bonnaire : Antoine
- Dominique Zardi : l'assistant de M. Hubert
- Luc Delhumeau : le psychiatre
- Mireille Charrier : la religieuse